# Cotton Club

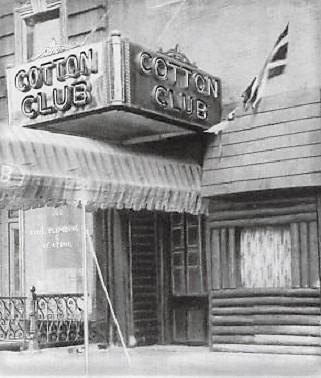
Cotton Club, Harlem, New York, febbraio 1930

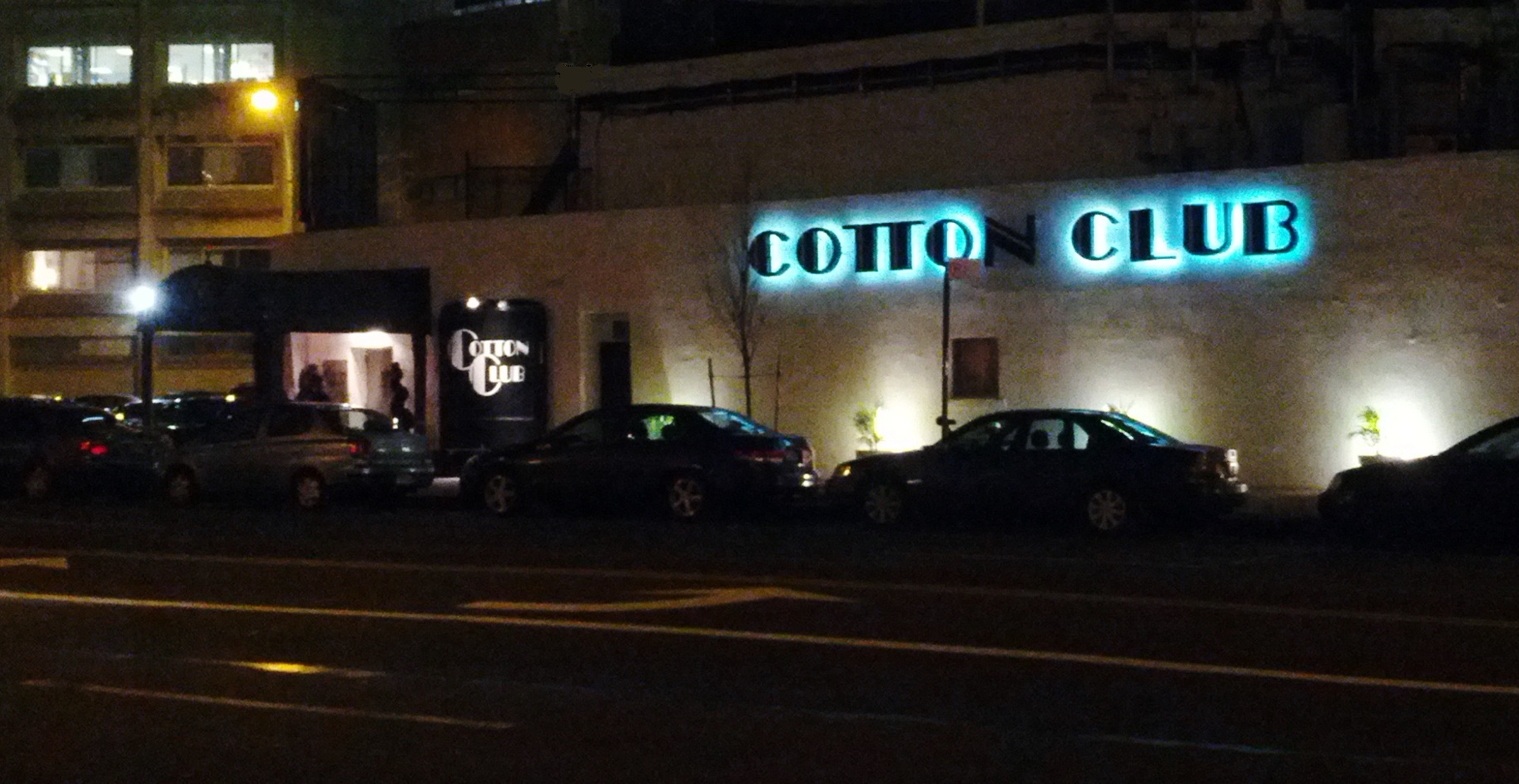
Il moderno Cotton Club nella 125ª strada ad Harlem (New York), nel dicembre 2013.

Il Cotton Club è stato un famoso e storico night club e jazz club di New York attivo durante e dopo l'era del proibizionismo. Con lo stesso nome furono e sono presenti altri locali negli Stati Uniti ed in altre parti del mondo.

## Storia

### Primi anni
Nel 1920 il pugile Jack Johnson aprì il Club Deluxe, all'incrocio tra la 142ª strada e Lenox Avenue ad Harlem. Pochi anni dopo, nel 1923, il gangster Owney Madden si impadronì del club e ne cambiò il nome, che divenne Cotton Club.
Gli spettacoli del club riproducevano l'immaginario razzista e discriminatorio dei tempi, spesso dipingendo i neri come dei selvaggi in giungle esotiche o come darkies (schiavi di colore) nelle piantagioni dell'America meridionale. Il club imponeva uno strano requisito riguardo alla carnagione delle ragazze del coro, che dovevano essere "alte, ambrate e fantastiche" (tall, tan and terrific), vale a dire alte almeno 160 cm, con pelle chiara e sotto i ventun anni d'età. Duke Ellington doveva scrivere jungle music per un pubblico di bianchi.

### Successo
Ciò nonostante il club contribuì al lancio delle carriere di Fletcher Henderson, che dirigeva il primo complesso che suonò lì nel 1923, e di Duke Ellington, la cui orchestra coprì il ruolo di house band dal 1927 al 1931. Il club non solo diede a Ellington fama nazionale attraverso le trasmissioni radio in diretta dal locale, ma lo aiutò a sviluppare il suo repertorio componendo sia pezzi ballabili per lo spettacolo, sia ouverture, stacchi, accompagnamenti, e gli effetti jungle che gli diedero la possibilità di sperimentare con arrangiamenti orchestrali di cui i complessi itineranti raramente potevano disporre.
Ellington registrò oltre cento pezzi in questo periodo, mentre costruiva il gruppo che diresse per quasi cinquant'anni. Il club arrivò addirittura a modificare leggermente la sua politica di esclusione del pubblico di colore secondo le richieste di Ellington. Prima di offrire l'ingaggio a Ellington questo era stato proposto a King Oliver che tuttavia lo rifiutò giudicando il compenso troppo basso, commettendo un errore di valutazione che lo avrebbe poi lentamente fatto allontanare dalle scene.
Il gruppo di Cab Calloway portò la propria rivista Brown Sugar al club nel 1930, rimpiazzando il gruppo di Ellington dopo il suo abbandono nel 1931; il complesso di Jimmie Lunceford seguì a quello di Calloway nel 1934, ma sia Ellington che Calloway ritornarono a suonare al club negli anni seguenti.
Il club rappresentò anche il lancio nel mondo dello spettacolo di Lena Horne, che cominciò a sedici anni a cantare nel coro del locale. Louis Armstrong e Ethel Waters si esibirono al Cotton Club, mentre Coleman Hawkins e Don Redman vi suonarono come parte del complesso di Henderson. Anche i ballerini Bill "Bojangles" Robinson e i fratelli Nicholas lavorarono al club.
Il locale attirò anche personaggi della cultura popolare bianca di allora. Walter Brooks, produttore dello spettacolo di Broadway Shuffle Along, ne fu il proprietario nominale. Dorothy Fields e Jimmy McHugh, uno dei più importanti cantautori dell'epoca, e Harold Arlen fornirono le canzoni per le riviste, una delle quali, Blackbirds of 1928 contenente le canzoni I Can't Give You Anything but Love e Diga Diga Doo, fu poi prodotta da Lew Leslie per Broadway.
Nonostante la sua fama derivasse da artisti jazz afro-americani come Duke Ellington, Cab Calloway e Ethel Waters che si esibivano regolarmente nel locale, l'accesso ai neri non era consentito.
Durante il suo apogeo svolse il ruolo di punto di ritrovo chic nel cuore di Harlem, organizzando ogni domenica le cosiddette Celebrity Nights, alle quali presero parte personaggi come Jimmy Durante e Jimmy Walker. Nel club si svolsero spettacoli di genere vario, non solo concerti legati al jazz. Sulle sue scene si esibirono solisti e orchestre, cantanti e ballerini. Alcuni balli divennero famosi, come ad esempio il Lindy Hop.

### Chiusura
Il club chiuse nel 1936 dopo le sommosse razziali di Harlem dell'anno precedente. Fu riaperto più tardi lo stesso anno a Broadway, nella 48ª Strada, ma chiuse definitivamente nel 1940, schiacciato del costo degli affitti, dal cambiamento nei gusti musicali e da una inchiesta federale per evasioni fiscali effettuate dai proprietari dei locali notturni di Manhattan.

## Altri locali col nomeCotton Club
Esisteva una filiale del club sulla West Coast a Culver City, California tra la fine degli anni venti e i primi anni trenta, con la partecipazione degli artisti dell'originale Cotton Club, come Armstrong, Calloway ed Ellington.
Un nuovo club con lo stesso nome è stato aperto nel 1978 ad Harlem.

## Alcuni artisti legati al Cotton Club
- Joséphine Baker
- Cab Calloway
- Duke Ellington
- Coleman Hawkins
- Lena Horne
- Dorothy Dandridge